# 三瓶ダム
三瓶ダム(さんべダム)は、島根県大田市にある県営多目的ダム。二級河川の静間川水系三瓶川上流に建設された。

## 概要
三瓶山に発し、北西に流下しながら大田市街地を貫流する三瓶川は、古くから度々氾濫を繰り返し、流域の人々に不安と多大な被害を与えてきた。このため、三瓶ダムは洪水調節、河川環境の保全、水道用水の供給という目的をもったダムとして計画され、1996年4月に運用を開始した。

## さひめ湖
三瓶川を水源とするダム湖であるさひめ湖の周辺に水辺の広場やオートキャンプ場、テニスコートなどが整備されている。ダム湖のさひめ湖の名称は1994年に住民に公募し決定した。石見地方に広く分布する狭姫伝説に由来する。三瓶山は、古くは佐比売山と呼ばれていた。湖水を循環させる噴水があり、夜間はライトアップされる。

## アクセス
JR大田市駅より三瓶山公園線を通り車で15分